# Brzezinka (gmina Andrychów)
Brzezinka (od pocz. XX w. do 1965 Brzezinka ad Andrychów) – wieś w Polsce położona w województwie małopolskim, w powiecie wadowickim, w gminie Andrychów, na stokach Złotej Góry. Należy do parafii w Targanicach.
W okresie I i II Rzeczypospolitej oraz w latach 1945–1975 miejscowość administracyjnie należała do województwa krakowskiego, a od 1975 do 1998 do województwa bielskiego.

## Podział administracyjny
| SIMC    | Nazwa           | Rodzaj     |
| ------- | --------------- | ---------- |
| 0045020 | Balonówka       | przysiółek |
| 0045037 | Brańczakówka    | przysiółek |
| 0045043 | Brzezinka Górna | przysiółek |
| 0045066 | Podpuszcza      | przysiółek |
| 0045072 | Potok           | przysiółek |

Miejscowość znajduje się w granicach dwóch sołectw: Brzezinka – Brzezinka Dolna, oraz Targanice – Brzezinka Górna. W sołectwie Brzezinka znajdują się też Targanice Dolne.

## Historia i zabytki
Obszar dzisiejszej Brzezinki pierwotnie należał do szlacheckich Roczyn. Wieś Brzezinka została wydzielona w 1381.
We wsi znajduje się stara kapliczka, rzekomo wybudowana na zbiorowej mogile żołnierzy napoleońskich, którzy tędy uciekali spod Moskwy. W sąsiednich Targanicach znajduje się miejsce zwane „Francją” – to właśnie tam według legendy mieli obozować wycofujący się żołnierze.
W latach 1867–1918 Brzezinka znajdowała się w powiecie wadowickim Królestwa Galicji i Lodomerii, a w czasie II wojny światowej została włączona do pruskiego powiatu Bielitz.
27 listopada 1965 oficjalnie usunięto z nazwy człon ad Andrychów
Na terenie wsi znajduje się również prywatne muzeum Marii Magierowej.